# Esterházy Tamás
Esterházy Tamás (galántai) (16. század – 17. század) pozsony megyei birtokos.

## Élete
Valószínűleg Esterházy Ferenc pozsonyi alispánnak (ki anyja után örökölve Galánta egy részét, elsőként irta magát Galántai előnévvel) fia volt, és Wittenbergben 1589. október 3. kezdettel tanult, ahol állítólag reformátussá lett.

## Munkái
Az Igaz Aniaszentegyhazrol, es ennec feieről az Christvsrol. Ismeg az Romai Anyaszent egyházról es ennec feieről, az Romai Paprol valo Articulus… Irattatott Aegidius Hunnius, az Szent irasnac Doctora és Professora altal… Sárvár, 1602. (Ilyésházi István költségén nyomatott és nejének Pálfi Katalinnak ajánlja Eszterhas Thamas Galánthán 1601. márcz. 1. a munkát, melyet Kürti István szeredi prédikátorral együtt fordított. Ajánlásában, mely bevezetésűl szolgál és 29 levélből áll, az egyháztörténetet, annak viszontagságait és tévelygéseit adja elő Krisztustól a reformációig.)